# MemphisTravel.com 200
Das MemphisTravel.com 200 ist ein Autorennen der NASCAR Camping World Truck Series, welches seit 1998 im Memphis Motorsports Park in der Nähe von Memphis im US-Bundesstaat Tennessee stattfindet. Bei der ersten Austragung hieß es noch schlicht Memphis 200. Von 2002 bis 2008 war O’Reilly Sponsor des Rennens. In der Saison 2007 war der Name des Rennens identisch mit dem O’Reilly 200 Rennen auf dem Bristol Motor Speedway.

## Bisherige Sieger
- 2009:  Ron Hornaday junior
- 2008:  Ron Hornaday junior
- 2007:  Travis Kvapil
- 2006:  Jack Sprague
- 2005:  Brandon Whitt
- 2004:  Bobby Hamilton
- 2003:  Ted Musgrave
- 2002:  Travis Kvapil
- 2001:  Dennis Setzer
- 2000:  Jack Sprague
- 1999:  Greg Biffle
- 1998:  Ron Hornaday junior